# Преспански блескавец
Преспански блескавец (Alburnoides prespensis) е вид дребна сладководна риба от семейство Шаранови.

## Разпространение
Видът е ендемичен за Преспанското езеро. Застрашен е от конкуренцията на привнесени в езерото риби.